# Neural impulse actuator
Pour les articles homonymes, voir NIA.
 (juin 2019).
Si vous disposez d'ouvrages ou d'articles de référence ou si vous connaissez des sites web de qualité traitant du thème abordé ici, merci de compléter l'article en donnant les références utiles à sa vérifiabilité et en les liant à la section « Notes et références ».
En pratique : Quelles sources sont attendues ? Comment ajouter mes sources ?
Neural impulse actuator (en français actionneur d'impulsions neuronales) est un dispositif BCI (Interface Neuronale Directe) développé par OCZ Technology. Les dispositifs BCI tentent de remplacer les dispositifs de saisie numérique classiques comme le clavier et la souris d'ordinateur en lisant l'activité électrique du cerveau de l'utilisateur. 
Le nom neural impulse actuator, implique que le signal prenne son origine dans l'activité neuronale, pourtant, ce qui en réalité capturé, est un mélange d'activités nerveuse et musculaires incluant des composants orthosympathiques et parasympathiques qui doivent être rentrés comme des signaux biopotentiels plus que comme de simples signaux neuraux. Ce nom est tout de même justifiable étant donné que ces signaux sont sous contrôle neuronal. Ces biopotentiels sont dispersés en plusieurs spectres de fréquences pour autoriser la séparation en différents groupes de signaux électriques. Les signaux individuels qui sont isolés peuvent être des ondes cérébrales alpha, bêta, des électromyogrammes ou des électro-oculogrammes.
La version actuelle du NIA utilise des fibres de carbone injectées dans du plastique pour le bandeau et pour les capteurs ce qui 
provoque une meilleure sensibilité par rapport à la version précédente qui utilisait des capteurs à base de chlorure d'argent.
Un prototype a été présenté au CeBIT en 2007.